# 29 december
29 december är den 363:e dagen på året i den gregorianska kalendern (364:e under skottår). Det återstår 2 dagar av året.

## Namnsdagar

### I den svenska almanackan
- Nuvarande – Natalia och Natalie
- Föregående i bokstavsordning
  - Abbe – Namnet infördes på dagens datum 1986, men utgick 1993.
  - Abel – Namnet infördes 1744 på 2 januari, men flyttades 1901 till dagens datum och 2001 till 30 december.
  - Gunnar – Namnet förekom på dagens datum på 1790-talet, men utgick sedan. 1901 infördes det på 9 januari och har funnits där sedan dess.
  - Natalia – Namnet infördes 1986 på 22 december, men flyttades 2001 till dagens datum.
  - Natalie – Namnet infördes på dagens datum 2001.
  - Set – Namnet infördes, liksom Abel, även i formen Seth, 1744 på 2 januari och flyttades 1901 till 30 december. 1993 flyttades det till dagens datum och 2001 tillbaka till 30 december.
  - Tomas biskop – Namnet fanns, till minne av den engelske ärkebiskopen Thomas Becket, som mördades i sin egen katedral denna dag 1170, på dagens datum före 1901, då det utgick.
- Föregående i kronologisk ordning
  - Före 1901 – Tomas biskop och Gunnar
  - 1901–1985 – Abel
  - 1986–1992 – Abel och Abbe
  - 1993–2000 – Abel och Set
  - Från 2001 – Natalia och Natalie
- Källor
  - Brylla, Eva (red.). Namnlängdsboken. Gjøvik: Norstedts ordbok, 2000 ISBN 91-7227-204-X
  - af Klintberg, Bengt. Namnen i almanackan. Gjøvik: Norstedts ordbok, 2001 ISBN 91-7227-292-9

### Finlandssvenska almanackan
- Nuvarande från 1929[1] – Frida
- I föregående revideringar[a][2]
  - inga ändringar sedan 1929

## Händelser
- 384 – Sedan Damasus I har avlidit den 11 december väljs Siricius till påve (denna dag eller 11, 15 eller 22 december).
- 1170 – St Thomas Becket dödas i sin egen katedral i Canterbury på order av Henrik II av England.
- 1757 – Fenixorden instiftas.
- 1845 – Texas blir den 28:e delstaten att ingå i den amerikanska unionen.[3]
- 1890 – USA:s sjunde kavalleri massakrerar närmare 300 män, kvinnor och barn från siouxstammen, vid Wounded Knee.
- 1891 – Thomas Edison patenterar radion.
- 1911 – Sun Yat-sen blir den första presidenten i Kina.
- 1940 – Slaget om Storbritannien: tyska Luftwaffe bombar London och dödar nästan 3 000 civila.
- 1975 – En bomb exploderar på New Yorks flygplats LaGuardia Airport. Elva personer omkommer.
- 1989 – Václav Havel blir president i Tjeckoslovakien.
- 1998 – Ledare för de röda khmererna ber om ursäkt för det folkmord de utförde i Kambodja under 1970-talet, då över 1 miljon människor miste livet.

## Födda
- 1695 – Jean-Baptiste Pater, fransk målare.
- 1721 – Madame de Pompadour, mätress till Ludvig XV av Frankrike.
- 1760 – Stevens Thomson Mason, amerikansk politiker, senator (Virginia) 1794–1803.
- 1776 – Gustaf af Wetterstedt, statsråd, ledamot av bl.a. Svenska Akademien.
- 1794 – Ferdinand von Wrangel, rysk friherre, amiral och sjöfarande.
- 1800 – Charles Goodyear, uppfinnare av vulkaniserat gummi.
- 1808 – Andrew Johnson, amerikansk politiker, USA:s vicepresident mars–april 1865, president 1865–1869.
- 1809 – William Ewart Gladstone, brittisk liberal politiker, premiärminister 1868–1874, 1880–1885, 1886 och 1892–1894.
- 1828 – Karl Ludwig Kahlbaum, tysk psykiater.
- 1833 – John James Ingalls, amerikansk republikansk politiker, senator (Kansas) 1873–1891.
- 1840 – Anton Dohrn, tysk zoolog.
- 1843 – Elisabet av Wied, rumänsk drottning och författare.
- 1846 – Maurice Rollinat, fransk poet.
- 1853 – Horace Chilton, amerikansk demokratisk politiker, senator (Texas) 1891–1892 och 1895–1901.
- 1859 – Venustiano Carranza, mexikansk president
- 1867 – Mortimer Peterson, svensk filmproducent.
- 1868 – Ida Högstedt, svensk författare.
- 1873 – Ovid Densusianu, rumänsk filolog.
- 1876 – Pablo Casals, cellist, spansk kompositör och dirigent.
- 1881 – Aivva Uppström, svensk författare.
- 1885 – Lili Bech, dansk skådespelare.
- 1891 – Béla Imrédy, ungersk politiker, premiärminister 1938–1939.
- 1894
  - J. Lister Hill, amerikansk demokratisk politiker, senator (Alabama) 1938–1969.
  - Georg Schallermair, tysk SS-officer, dömd krigsförbrytare.
- 1896 – David Alfaro Siqueiros, mexikansk konstnär.
- 1900 – Sten Åkesson, svensk lantbrukare och folkpartistisk politiker.
- 1902 – Gustav Nosske, tysk SS-officer, krigsförbrytare.
- 1908 – Sven Arefeldt, svensk textförfattare, sångare, kompositör och musiker (pianist).
- 1910 – Ruth Hall, amerikansk skådespelare.
- 1911
  - Klaus Fuchs, tysk fysiker och spion
  - Roland Levin, svensk schlagertextförfattare och tandläkare.
- 1912 – Thore Ehrling, svensk kompositör, arrangör av filmmusik, orkesterledare och musiker.
- 1920 – Viveca Lindfors, svensk skådespelare.
- 1925 – Gunnar Johansson, svensk skådespelare.
- 1930 – Lissi Alandh, svensk skådespelare.
- 1936 – Mary Tyler Moore, amerikansk skådespelare.
- 1937
  - Maumoon Abdul Gayoom, Maldivernas president 1978–2008.
  - Barbara Steele, brittisk skådespelare.
- 1938 – Jon Voight, amerikansk skådespelare.
- 1942 – Rick Danko, amerikansk rockmusiker, basist i The Band.
- 1946
  - Marianne Faithfull, brittisk sångerska.
  - Tim Johnson, amerikansk demokratisk politiker, senator för South Dakota 1997–2015.
  - Paul Trible, amerikansk republikansk politiker, senator för Virginia 1983–1989.
- 1947
  - Cozy Powell, brittisk trummis.
  - Ted Danson, amerikansk skådespelare.
- 1950 – Jon Polito, amerikansk skådespelare.
- 1951 – Anders Hilmersson, svensk skribent.
- 1953 – Matthias Platzeck, tysk socialdemokratisk politiker.
- 1957 – Bruce Beutler, amerikansk immunolog och genetiker, mottagare av Nobelpriset i fysiologi eller medicin 2011.
- 1959 – Patricia Clarkson, amerikansk skådespelare.
- 1963 – Ulf Kristersson, svensk moderat politiker, partiledare 2017–, Sveriges statsminister 2022–.
- 1965
  - Kristian Lima de Faria, svensk skådespelare.
  - Richard Carlsohn, svensk musikalartist och skådespelare.
- 1966 – Dexter Holland, amerikansk musiker, The Offspring.
- 1967 – Evan Seinfeld, amerikansk skådespelare och musiker.
- 1969 – Jennifer Ehle, amerikansk skådespelare.
- 1971 – Niclas Alexandersson, svensk fotbollsspelare.
- 1972
  - Jude Law, brittisk skådespelare.
  - Andreas Dackell, svensk ishockeyspelare, OS-guldmedaljör 1994.
- 1974 – Mekhi Phifer, amerikansk skådespelare.
- 1979 – Diego Luna, mexikansk skådespelare
- 1986 – Joe Anyon, engelsk fotbollsmålvakt
- 1988 – Christen Press, amerikansk fotbollsspelare
- 1995 – Ross Lynch, amerikansk musiker och skådespelare, sångare i bandet R5.

## Avlidna
- 1170 – Thomas Becket, 52, ärkebiskop av Canterbury, helgonförklarad (mördad).
- 1731 – Brook Taylor, 46, brittisk matematiker.
- 1790 – Carl Wilhelm von Düben, 66, svenskt riksråd samt kanslipresident från 1788 till 8 november detta år.
- 1825 – Jacques-Louis David, 77, fransk målare.
- 1846 – Alexander Barrow, 45, amerikansk politiker, senator (Louisiana) 1841–1846.
- 1878 – Onslow Stearns, 68, amerikansk politiker, guvernör i New Hampshire 1869–1871.
- 1886 – A.C. Gibbs, 61, amerikansk politiker, guvernör i Oregon 1862–1866.
- 1891 – Leopold Kronecker, 68, tysk matematiker.
- 1894 – Christina Rossetti, 64, brittisk poet.
- 1905
  - Martin Wiberg, 79, svensk mekaniker och uppfinnare.
  - Charles Yerkes, 68, amerikansk entreprenör och investerare.
- 1916 – Grigorij Rasputin, 47, rysk mystiker och helbrägdagörare. (Mördad)
- 1919 – William Osler, 70, kanadensisk läkare.
- 1924 – Carl Spitteler, 79, schweizisk poet, mottagare av Nobelpriset i litteratur 1919.
- 1926 – Rainer Maria Rilke, 51, österrikisk poet.
- 1940 – Hanna Pauli, 76, svensk konstnär.
- 1943 – Hildur Malmberg, 69, svensk skådespelare.
- 1965 – Eirik Hornborg, 86, finlandssvensk historiker och författare.
- 1967 – Paul Whiteman, 76, amerikansk jazzmusiker, dirigent.
- 1976 – Hanny Schedin, 76, svensk skådespelare.
- 1979 – Carl-Johan Unger, 73, svensk skådespelare.
- 1980
  - Nadezjda Mandelsjtam, 81, rysk författare.
  - Axel Nilsson, 91, svensk målare och grafiker.
- 1982 – Hugh Gallen, 58, amerikansk politiker, guvernör i New Hampshire 1979–1982.
- 1986 – Harold Macmillan, 92, brittisk premiärminister 1957–1963.
- 1999 – Rolf Tourd, 78, svensk skådespelare.
- 2001 – Freddie Hansson, 38, svensk musiker, keyboardist i Noice.
- 2004 – Julius Axelrod, 92, amerikansk biokemist, mottagare av Nobelpriset i fysiologi eller medicin 1970.
- 2007 – Phil O'Donnell, 35, brittisk (skotsk) fotbollsspelare.
- 2008 – Freddie Hubbard, 70, amerikansk jazzmusiker.
- 2009
  - Akmal Shaikh, 53, pakistansk-brittisk drogsmugglare som avrättades.
  - Ingrid Diesen, 92, svensk moderat politiker.
- 2012 – Patience Latting, 94, amerikansk demokratisk politiker, borgmästare i Oklahoma City 1971–1983.
- 2017 – María del Carmen Franco y Polo, 91, spansk hertiginna, dotter till den spanske diktatorn Francisco Franco.
- 2018 – Agneta Eckemyr, 68, svensk skådespelare, modefotograf och klädformgivare.
- 2022
  - Pelé, 82, brasiliansk fotbollsspelare.
  - Vivienne Westwood, 81, brittisk modedesigner.[4]
- 2024 – Jimmy Carter, 100, amerikansk politiker och USA:s president mellan (1977 – 1981).

### Fotnoter
1. ↑  ”Universitetets namnsdagsalmanacka - Universitetets almanacksbyrå”. almanakka.helsinki.fi. Helsingfors universitet. https://almanakka.helsinki.fi/sv/kalender-2025/. Läst 22 februari 2025.
2. ↑  ”Namnsdagsrevideringar - Universitetets almanacksbyrå”. almanakka.helsinki.fi. Helsingfors universitet. https://almanakka.helsinki.fi/sv/namnsdagar/namnsdagsrevideringar.html. Läst 3 oktober 2020.
3. ↑  ”Republic of Texas Government” (på engelska). World Statesmen. http://www.worldstatesmen.org/US_Texas.html. Läst 9 november 2012.
4. ↑  ”Modeikonen Vivienne Westwood är död”. SVT Nyheter. 29 december 2022. https://www.svt.se/kultur/stjarndesignern-vivienne-westwood-ar-dod. Läst 22 februari 2024.